# Francisco Romero Robledo
 (décembre 2022).
Si vous disposez d'ouvrages ou d'articles de référence ou si vous connaissez des sites web de qualité traitant du thème abordé ici, merci de compléter l'article en donnant les références utiles à sa vérifiabilité et en les liant à la section « Notes et références ».
Pour les articles homonymes, voir Francisco Romero et Romero.
Francisco Romero Robledo, né à Antequera le 8 mars 1838 et mort à Madrid le 3 mars 1906 est un avocat et homme politique espagnol. Ministre de l'Équipement (Fomento) durant le règne d'Amédée Ier et ministre de l'Intérieur sous Alphonse XII, il sera également ministre de l'Outre-mer et ministre de la Justice durant la régence de Marie-Christine de Teschen.

## Biographie
Licencié en Droit en 1862, il obtient la même année un siège de député pour l'Union libérale en représentation de la province de Malaga, un poste qu'il conserve jusqu'en 1866. Il participe activement à la Révolution de 1868 qui détrône la reine Isabelle II, notamment en intégrant la junte révolutionnaire de Madrid. Il milite ensuite dans le Parti constitutionnel de Sagasta et obtient de nouveau le siège de la circonscription de Málaga aux élections de 1869 et 1872. Il est ministre de l'intérieur en 1871 et ministre du développement entre le 20 février et le 16 mai 1872.
En 1873, avec la proclamation de la première république espagnole, il est de nouveau élu député, cette fois pour la province de León. Il fait partie des détracteurs du régime républicain, se rapproche politiquement de Cánovas et défendant lui aussi la restauration de la monarchie. Après l'avènement de celle-ci, il sera élu député jusqu'aux élections de 1898, et sera ministre de l'intérieur à trois occasions: entre le 31 décembre 1874 et le 7 mars 1879 dans les gouvernements respectifs de Cánovas et Soler; entre le 9 décembre 1879 et le 8 février 1881 et entre le 18 janvier 1884 et le 13 juillet 1885 dans des gouvernements de nouveaux dirigés par Cánovas.
Après la mort d'Alphonse XIII, l'accord scellé entre Sagasta et Cánovas dans le Pacte du Pardo et l'alternance du pouvoir avec les libéraux provoque sa rupture d'avec Cánovas ; il se rapproche du général López Domínguez avec qui il forme en 1886 le Parti libéral-réformiste. Il réintègre toutefois les rangs du parti conservateur en 1890. Il sera par la suite ministre de l'Outre-mer entre le 23 novembre 1891 et le 11 décembre 1892, et ministre de la Justice entre le 23 mars et le 14 décembre 1895, toujours sous la présidence de Cánovas.
À la mort de Cánovas en 1897 il ne réussit pas à prendre la tête du parti face à Silvela, il crée sa propre faction, connue sous le nom de "romeriste" (romerista). Il est président du congrès des députés entre 1903 et 1905, période au cours de laquelle il doit faire face à plusieurs motions de censure.